# Хвойник Пржевальского
Хво́йник Пржевальского (лат. Ephedra przewalskii) — вид кустарников рода Хвойник (Ephedra) монотипного семейства Хво́йниковые, или Эфедровые (Ephedraceae).
В культype с 1912 года.
Произрастает на плоскогорьях Центральной Азии.

## Ботаническое описание
Почти прямой кустарник высотой до 125 см. Побеги желтовато-зелёные до коричневатых.
Листья часто в числе трёх, длиной 3 мм, наполовину сросшиеся, ярко-зелёные.
Мужские колоски одиночные или по два, реже по три. Женские колоски одиночные. Прицветники с деревенеющей спинкой, отогнутыми верхушками, при зрелых семенах с крылатыми выростами по краю.
Зрелые семена сухие, окруженные пленчатыми, свободными прицветниками.

## Таксономия
Вид Хвойник Пржевальского входит в род Хвойник (Ephedra) монотипного семейства Хвойниковые (Ephedrales) монотипного порядка Хвойниковые (Ephedrales).
|                                             |                   |                                               |                        |             |  |  |  |  |                           |  | ещё более 65 видов |
|                                             |                   |                                               |                        |             |  |  |  |  |                           |  |                    |
| монотипный порядок Хвойниковые (Ephedrales) |                   | монотипное семейство Хвойниковые (Ephedrales) |                        | род Хвойник |  |  |  |  |                           |  |                    |
| монотипный порядок Хвойниковые (Ephedrales) |                   |                                               |                        | род Хвойник |  |  |  |  |                           |  |                    |
|                                             | отдел Гнетовидные |                                               |                        |             |  |  |  |  | вид Хвойник Пржевальского |  |                    |
|                                             | отдел Гнетовидные |                                               |                        |             |  |  |  |  | вид Хвойник Пржевальского |  |                    |
|                                             |                   |                                               | ещё 2 порядка растений |             |  |  |  |  |                           |  |                    |
|                                             |                   |                                               |                        |             |  |  |  |  |                           |  |                    |